# Ertra, Ertra, Ertra
Ertra, Ertra, Ertra (Tigrinya ኤርትራ ኤርትራ ኤርትራ) ist seit der Unabhängigkeit 1993 die Nationalhymne Eritreas. Sie wurde von Solomon Tsehaye Beraki geschrieben und von Isaac Abraham Meharezghi und Aron Tekle Tesfatsion komponiert. Die Hymne wurde in der Sprache Tigrinya in Geaz Schrift verfasst.

## Auf Tigrinya
ኤርትራ ኤርትራ ኤርትራ፡

በዓል ደማ እናልቀሰ ተደምሲሱ፡

መስዋእታ ብሓርነት ተደቢሱ።

መዋእል ነኺሳ ኣብ ዕላማ፡

ትእምርቲ ጽንዓት ኰይኑ ስማ፡

ኤርትራ'ዛ ሓበን ዉጹዓት፡

ኣመስኪራ ሓቂ ክምትዕወት።

ኤርትራ ኤርትራ፡

ኣብ ዓለም ጨቢጣቶ ግቡእ ክብራ።

ናጽነት ዘምጽኦ ልዑል ኒሕ፡

ንህንጻ ንልምዓት ክንሰርሕ፡

ስልጣነ ከነልብሳ ግርማ፡

ሕድሪ'ለና ግምጃ ክንስልማ።

ኤርትራ ኤርትራ፡

ኣብ ዓለም ጨቢጣቶ ግቡእ ክብራ።

## Übertragung in das lateinische Alphabet
Eritra, Eritra, Eritra,

Beal dema'nalqese tedemsisu,

Meswaéta bHarnet tedebisu.

Mewaél nekhisa 'b Elama

Témrti tsnat koynu sma,

Eritra 'za Haben wutsuat,

Ameskira Haki kemtéwet.

Eritra, Eritra,

Ab Alem chebi Tato gbue kbra

Nazinet Zemtsea L’ul Nih

nhntsa n'lmat knserh

Sltane kenelbsa grma

Hdri'lona gmja kenelbsa

Eritra, Eritra, Eritra

ab Alem chebi Tato gbue kbra

## Deutsche Übersetzung
Eritrea, Eritrea, Eritrea

Der erbarmungslose Feind wurde besiegt

die errungene Freiheit entschädigt für die gebrachten Opfer.

Jahrelange Hingabe, für das eine Ziel

brachten die Bezeichnungen übernatürlich und standhaft ein.

Eritrea, Stolz der Unterdrückten

hat bewiesen, dass die Wahrheit immer siegt.

Eritrea, Eritrea

hat die ihr zustehende Anerkennung auf der Welt verdient.

wird das Land aufbauen und zum Ergrünen bringen.

Wir sollten es/das Land mit Fortschritt beehren

Wir haben die Verantwortung es zu verschönern.

Eritrea, Eritrea

hat die ihr zustehende Anerkennung auf der Welt verdient.